# شعب الشوحط (الشرية)

تعديل مصدري - تعديل

شعب الشوحط هي إحدى قرى عزلة آل غنيم بمديرية الشرية التابعة لمحافظة البيضاء، بلغ تعداد سكانها 188 نسمة حسب تعداد اليمن لعام 2004.